# Sestry od adorace Nejsvětější svátosti
Sestry od adorace Nejsvětější svátosti (francouzsky: Sœurs de l'Adoration du Très Saint-Sacrement) je ženská řeholní kongregace.

## Historie
Kongregace byla založena roku 1821 v Quimperu Françoisem-Marie Langrezem a Marii Olympe de Moëllien.
Dne 27. března 1874 získala kongregace schválení od Svatého stolce, definitivní schválení pak 24. března 1947.

## Aktivita a šíření
Kongregace se věnuje úctě k Nejsvětější svátosti a práci se sirotky.
Sestry jsou aktivní ve francouzské Bretagni; generální kurie se nachází v Guipavas.
K roku 2008 měla 19 sester ve 4 domech.